# Haraldus Johannis Fegræus
Haraldus Johannis Fegræus, död 10 april 1619 i Fägre församling, Skaraborgs län, var en svensk präst.

## Biografi
Haraldus Johannis Fegræus var son till kyrkoherden Johannes Benedicti och Catharina Töresdotter i Fägre församling. Han tog sitt efternamn efter Fägre socken. Fegræus blev 1588 kyrkoherde i Fägre församling efter sin far. Han underskrev Uppsala möte 1593 och blev 1618 kontraktsprost i Vadsbo kontrakt. Fegræus avled 1619 i Fägre församling och begravdes i Fägre kyrka. Sonen Johan Strömfelt satte upp ett epitafium i kyrkan över honom.

### Familj
Fegræus gifte sig 16 oktober 1586 med Ingrid Håkansdotter. Hon var dotter till kyrkoherden Haqvinus Arvidi i Horns församling, Skara stift. De fick tillsammans barnen diplomaten Johan Strömfelt (död 1644) och kyrkoherden Andreas Haraldi Fegræus (1593–1666) i Fägre församling.